# Råfil
För bildformatet för kameror, se RAW (bildformat).
Råfil är ett bildformat som inte är påverkat av komprimering.

## Historia
Råfilen är den tidigaste formen av bildformat. Exempelvis var satellitscener från Landsat sparade i detta format. De första jordresurssatelliterna sparade sin data ombord på videoband som streamades ned till jorden där data överfördes till digitalt medium. Varje spektralband sparades separat. För Landsat 1 var varje scen 185 x 185 km uppdelad i 2300 rader i x-led och 3240 kolumner i y-led. Scenen omfattade därför 7 452 000 bildelement med upplösningen 78 x 57 m på marken. För den tidens minneshantering var dessa filstorlekar enorma och tidigt blev komprimering nödvändig för att spara disk. Icke förstörande komprimering var den enda godtagbara metoden då man arbetade med automatisk klassificering av bilderna i digitala bildbehandlingssystem.

## Spektral upplösning
En råfils spektrala upplösning karakteriseras av bitdjupet i varje bildelement, pixel.
Det finns bitdjup på 8 bitar, 16 bitar, 32 bitar och så vidare. 24 bitar är idag ett vanligt bit-djup i råbilder hos digitalkameror.

## Geometrisk upplösning
Den geometriska upplösningen i bilden påverkas av hur små bildelement som kan sparas, dvs pixelstorleken.

## Filformat
Idag finns flera format som kallas råformat, exempelvis RAW (bildformat).